# Wolica (gmina Szydłów)
Wolica – wieś w Polsce położona w województwie świętokrzyskim, w powiecie staszowskim, w gminie Szydłów.
W latach 1975–1998 miejscowość należała administracyjnie do województwa kieleckiego.

## Współczesne części wsi
Poniżej w tabeli 1 integralne części wsi Wolica (0275100) z aktualnie przypisanym im numerem SIMC (zgodnym z Systemem Identyfikatorów i Nazw Miejscowości) z katalogu TERYT (Krajowego Rejestru Urzędowego Podziału Terytorialnego Kraju).
| SIMC    | Nazwa       | Rodzaj    |
| ------- | ----------- | --------- |
| 0275116 | Półczwartki | część wsi |

## Dawne części wsi – obiekty fizjograficzne
W latach 70. XX wieku przyporządkowano i opracowano spis lokalnych części integralnych dla Wolicy zawarty w tabeli 2.

| Nazwa wsi – miasta | Nazwy części wsi – miasta | Nazwy obiektów fizjograficznych – charakter obiektu                                                                   |
| ------------------ | ------------------------- | --- |
| I. Gromada SZYDŁÓW |                           | |
| 1. Wolica          | 1. Póczwartki             | 1. Ku Grabkom — pole 2. Ku Pożdżeniowi — pole 3. Stoki — wzniesienie, źródła 4. Woliczka — rzeka 5. Za Rzekami — pola |